# Альсекко

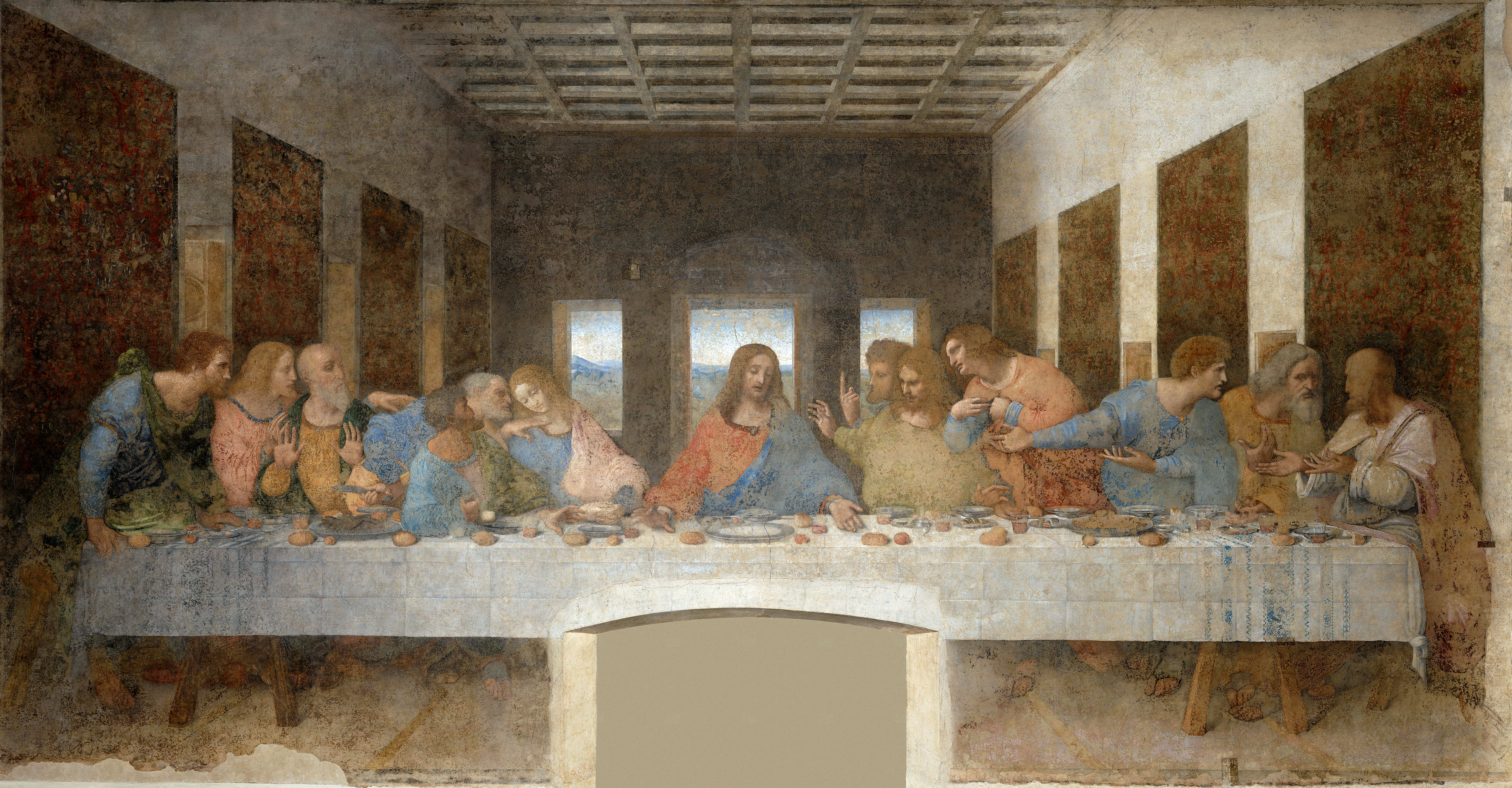
Леонардо да Вінчі. Таємна вечеря, 1498

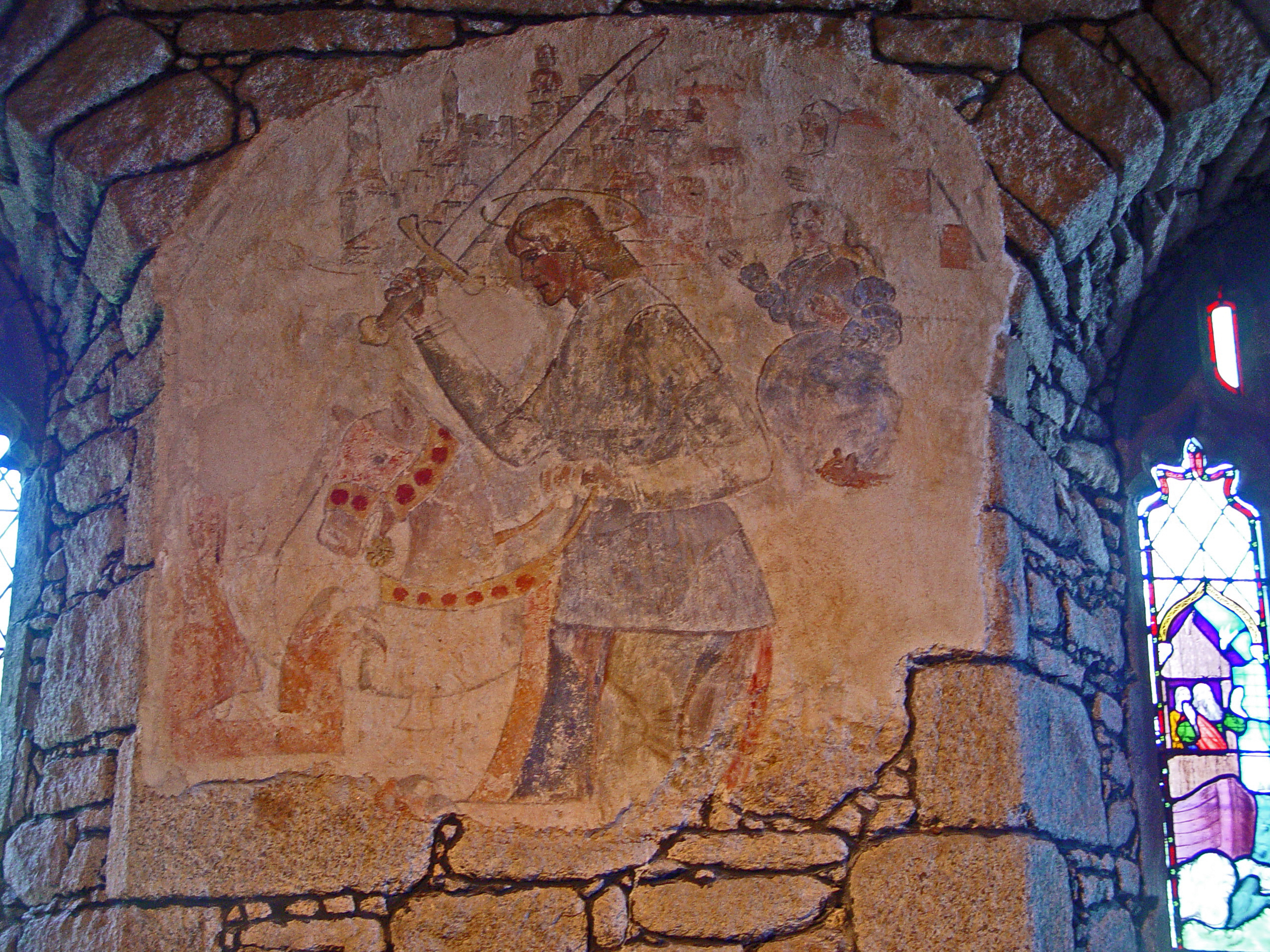

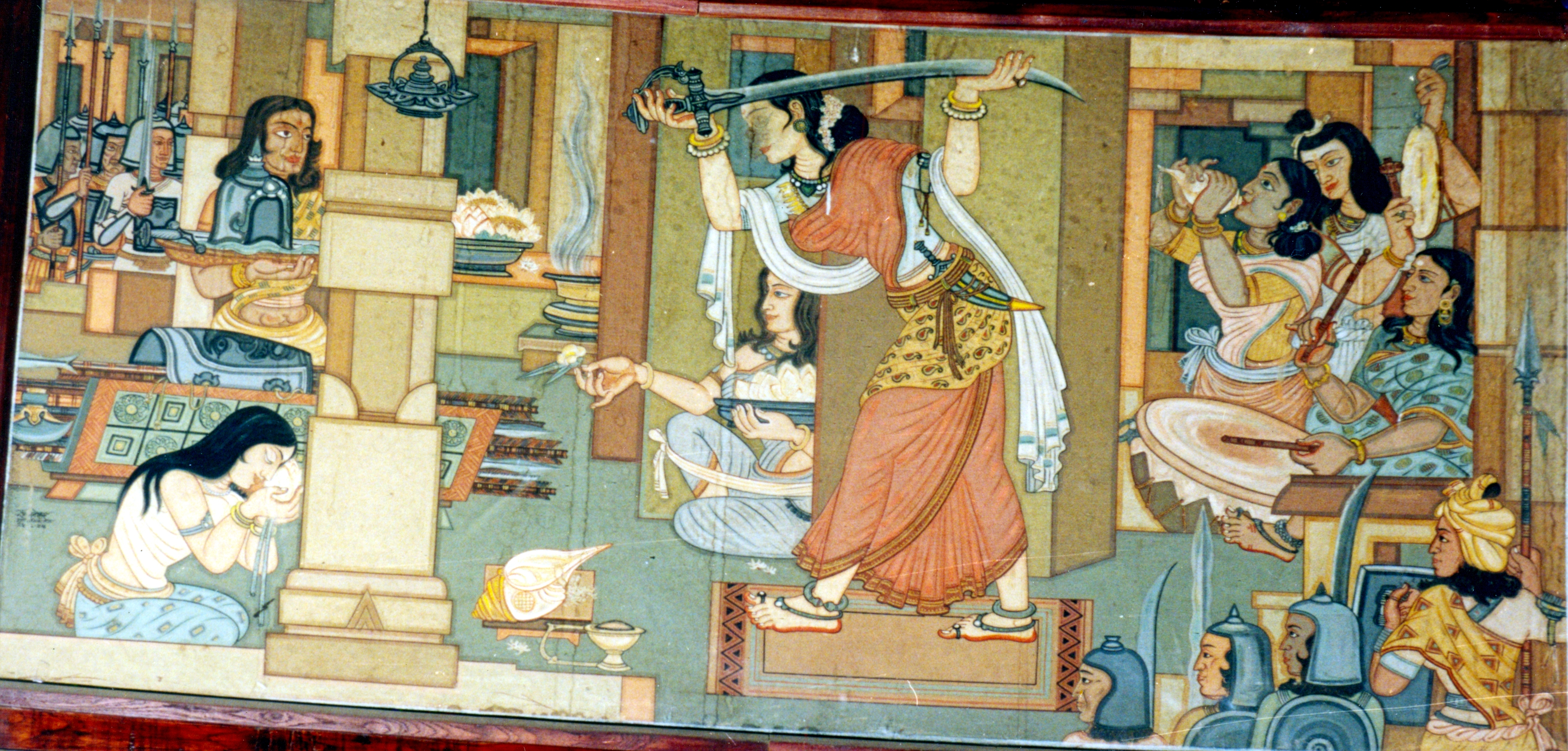

Альсекко, асекко, а секко (від італ. al secco або італ. a secco — по сухому) — настінний живопис, який виконується, на відміну від фрески, по твердій, сухій штукатурці, повторно зволоженій. Використовуються фарби, розтерті на рослинному клеї, або яйця, змішані з вапном.
Альсекко дає виграш в темпі, дозволяючи розписувати за робочий день велику площу поверхні, ніж при фрескового живопису, але є не настільки довговічною технікою.
Техніка альсекко склалася в середньовічному живописі поряд з фрескою та була особливо поширена в Європі в XVII–XVIII століттях.
Альсекко також називають казеїновий та силікатний живопис по просохлій штукатурці. Застосовується для виконання робіт як на внутрішніх, так і на зовнішніх поверхнях будинків. Техніка допускає подальші поправки темперою та промивання чистою водою.
Оскільки пігменти не стають частиною стіни, як у буон фресці, картини фреско-секко менш довговічні. З часом кольори можуть зникати з картини, але ця техніка має переваги, пов'язані з довшим часом роботи та можливістю ретушування. В Італії фрескова техніка була знову запроваджена близько 1300 року, що призвело до підвищення загальної якості настінного живопису. Ця технологічна зміна збіглася з реалістичним поворотом у західному мистецтві та зміною літургійного використання настінних розписів.